# GIRL FRIDAY
『GIRL FRIDAY』（ガール・フライデー）は、日本のロックバンド、BEAT CRUSADERSのシングルおよび楽曲である。
2003年12月1日、NAKED TEACHERよりタワーレコード限定でリリース。

## 概要
2003年8月、BEAT CRUSADERSはヒダカトオル (Vo, G) を残しメンバーが全員脱退、さらにLASTRUM契約満了というバンド存続の危機に直面していた。しかし同年、CAPTAIN HAUS RECORDINGSへ移籍、さらに現メンバーであるクボタマサヒコ、カトウタロウ、ケイタイモ、マシータの4人が加入、本シングルのリリースをもってその危機を一蹴した。よって、本シングルは現メンバーでの最初のリリースとなった。
初回特典にはステッカーシートが封入されている。また、帯も通常盤のものより大きく、「お待(○こ)たせいたしましたっ!!」と吹き出しが書かれている。
全収録曲がアルバム未収録のため、このシングルでしか聴くことができない。

## 収録曲
全曲 作詞：ヒダカトオル 作曲：BEAT CRUSADERS
1. GIRL FRIDAY (3:29)
  - バンドのシングル曲にしては珍しくPVが制作されていない。
2. DAMNATION (2:12)
3. FOLLOW ME (3:36)
  - 現メンバーで録った最初の音源（バンドスコアより）。また、アニメ『BECK (漫画)』のサウンドトラック『animation BECK soundtrack "BECK"』には、カトウタロウがボーカルをとったバージョンが収録されている。本作はアウトロがフェードアウトするが、2010年の『REST CRUSADERS』にはアウトロが長いロングバージョンで初めて収録された。